# 苦難の行軍
苦難の行軍（くなんのこうぐん、朝鮮語: 고난의 행군）とは、朝鮮民主主義人民共和国（以下、北朝鮮）で1996年1月1日の朝鮮労働党機関紙『労働新聞』の新年共同社説で使われた、当時の飢饉と経済政策の失敗による経済的困難を乗り越えるためのスローガンである。
1938年（昭和13年）12月から1939年（昭和14年）3月まで金日成ら抗日パルチザンが満洲で日本軍と闘いながら行軍したとされることになぞらえている。

## 概要
北朝鮮では、金日成死去後・金正日体制に移行した1994年から1998年にかけて、朝鮮戦争休戦後最大規模となる飢饉が発生、1995年夏の大水害をきっかけとして深刻化し、1998年末までに30万人から300万人が死亡したといわれる。この飢饉が深化組事件の遠因となった（詳細後述）。飢餓が頂点に達したのは1997年である。
1999年4月30日『朝鮮日報』によると、テポドン1号発射には最低3億ドルかかり、3億ドルで国際市場のトウモロコシを買えば約350万トンになり、それだけで北朝鮮全国民の1年分に近い食糧となる。1999年4月22日『労働新聞』は、
という金正日の発言を報じている。
安明進によると、1990年代後半に金正日は「反乱が起きたら全部殺せ。餓死者は死なせておけばいい。私には2千百万全部の朝鮮人民が必要なのではなく、百万の党員がいればいいんだ」と発言した。
萩原遼は、人口2000万そこそこの北朝鮮で、その1割が餓死するという飢饉の発生は、20世紀後半の世界における最大の悲劇のひとつであると述べている。
なお、1991年に平壌に留学した李英和（北朝鮮社会経済論）によれば、1991年11月に受けた朝鮮社会科学院の農業専門家による、公園を散歩しながらの「特別講義」では、専門家はこのような飢餓が発生する事態を完全に予想していたという。

## 原因

### 北朝鮮経済の疲弊
各種の報告者は、北朝鮮経済が疲弊しきっているという事実を報告しているが、ソビエト連邦崩壊後は、特に悪化の一途をたどっている。それにともなう社会主義経済圏の終焉は、苦境をさらに深刻なものとしたのである。
李英和は、北朝鮮農業の停滞ないし衰退の要因として、
1. 集団化による農民の生産意欲の減退
2. 工業不振による機械化・化学化の決定的な立ち遅れ
3. 慢性的な貿易赤字および累積債務問題に起因する、（特に日本からの）農業機械、部品、化学肥料、除草剤・殺虫剤等の輸入途絶

の3点を挙げ、さらに、道路や鉄道をはじめとするインフラの未整備・老朽化、貯蔵施設の不備などについても指摘している。
燃料不足も深刻である。北朝鮮の輸入原油量は1990年には252万トンであったが、1997年には51万トンに激減した。電力事情も悪く、北朝鮮を訪問した中国人の証言ではホテルでも停電が多いことが知られ、一般家庭には1日2 - 3時間程度しか供給されない。北朝鮮を旅した中国人ノンフィクション作家、葉永烈によれば中国国境に近い新義州から平壌まで汽車で1週間かかることがあるという。老朽化した鉄道はほとんどメンテナンスをしておらず、石炭・原油などの燃料が圧倒的に不足しているためである。李英和は、不作はこうした諸要因が重なった結果であるとしている。

### 大水害
1995年7月30日から8月18日にかけて、北朝鮮では歴史的な大洪水に見舞われ、多くの田畑とともに備蓄食糧も流されて農業は大打撃を受けたが、重村智計は、農業生産の低下と食糧難の真の原因は水害ではなく、農業政策の失敗と「主体農法」に帰せられるとしている。

### 主体農法

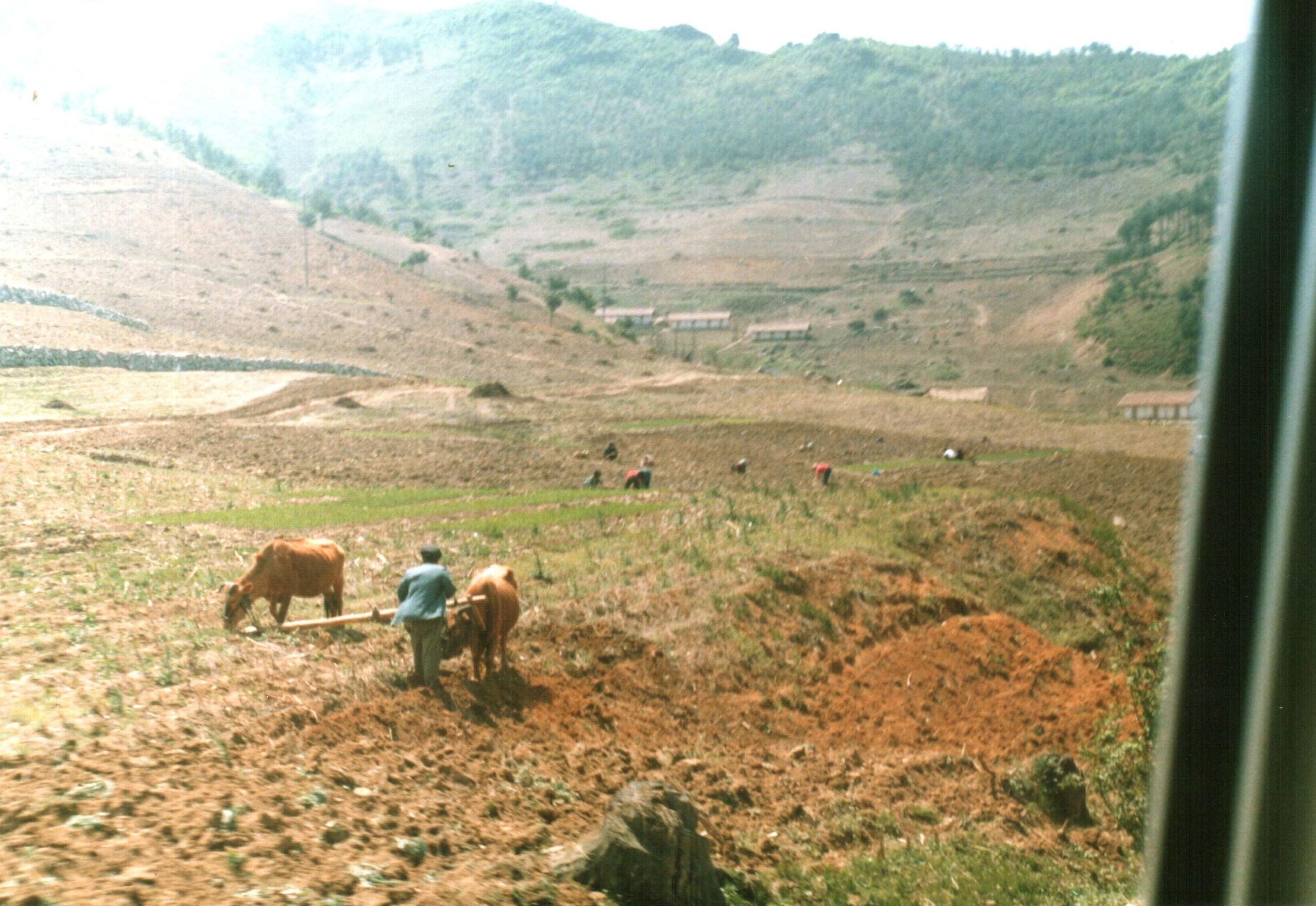
山の斜面を利用した北朝鮮の農業（1988年撮影）

大飢饉の原因をより直接的に、農業政策の失敗、特に主体農法のいきづまりにあったと指摘する研究者も少なくない。ここでいう「主体」農法とは農民自身の発案と決定による農作業や栽培作物ではなく、中央の決定と指示に従属する農法である。
具体的には、「食料が足りないなら山林を農地に変えればよい」とする安易な考えから山林を切り開き、山頂にいたるまで棚田や段々畑を造る自然改造を北朝鮮全土に広めたが、全耕地の7割が傾斜15度以上の山の斜面を利用したものであり、これでは十分な農業生産は難しい。最高指導者であった金日成が、土留めのない田畑を造ることを指示したため、少し雨が降っただけでその田畑は崩壊してしまった。段々畑に適しているのは、本来は果樹や茶などの多年生作物であるが、トウモロコシという一年生作物の栽培を行ったために土砂の流出が不可避となった。禿山となって保水力を失った山の土砂が川に流れ込んで水位が上がったことにより、河川が容易に氾濫し、洪水が多発する原因となった。さらに、洪水の影響で大量の土砂が海に流れ込み、沿岸の生態系が破壊されてしまったため、漁業までもが不振に陥った。1990年代、北朝鮮は大雨による水害に見舞われたが、被害を深刻なものとした原因に主体農法があることは間違いなく、まさに人災である。
中国の大躍進政策を模倣して、コメやトウモロコシを常識外れの密度で植える「密植」も主体農法の一大特徴である。ここに、化学肥料を機械的に大量に投与したため、一時的に農業生産は上昇したものの、隙間なくぎっしり植える密植では土壌の消耗（地力低下）が著しく、農地の生産力が崩壊した。トウモロコシ畑においては連作障害を引き起こし、増産という目的に反して不作を招いた。ソ連をはじめとする東欧共産圏の援助による化学肥料の供与が途絶えると、多くの農地が「砂漠化」と称して差し支えないほどの惨状を呈したのである。北朝鮮の農業生産量は1985年以降、急速に下落した。主体農法ではまた、特殊なトウモロコシ栽培法が採用された。土中に穴を掘り、堆肥のボールのなかに種子を入れたものをその中に蓄えることによって暖房代をかけずに苗を育てるやり方である。しかし、この育苗法は、太陽にあてないので脆弱な苗しか育たず、しかも超密植するため、日光も不足し風も通らない。
土留めのない段々畑も密植も、金日成が現地指導した際に発した「教示」（マルスム=お言葉）に基づいており、伝統的な農法からも逸脱し、科学としての農業という観点からも不合理きわまりないものである。生産者側が勝手に植栽方法を改善すれば、「教示」に従わなかったという理由で処罰される可能性が大きく、最高指導者に対しては意見を述べることもできない。北朝鮮では、憲法よりも最高指導者による「教示」の方が優先され、農業の専門家といえども「教示」に逆らうことはできない。在日朝鮮人で、在日本朝鮮人総聯合会（朝鮮総連）の重鎮であった李佑泓は、1989年、祖国の農業発展に尽力したものの頓挫した経緯を『どん底の共和国―北朝鮮不作の構造』に著したが、北朝鮮不作の理由のひとつとして、この主体農法を挙げている。一方、和田春樹は主体農法には「人間が自然を支配できる」という傲慢さがあり、凶作は自然から反撃を受けている証しであると指摘している。
1995年の大水害ののち、世界食糧計画（WFP）や世界食糧理事会（WFC）などが北朝鮮農業の実態を調査した結果、北朝鮮では主食の農作物としてはコメとトウモロコシしか栽培していない実態が明らかとなった。専門家らは冬場のムギの耕作を提案したが、金日成の「教示」にない作物を植えてよいのかという異論があり、そのために1年以上におよぶ長い議論の結果、ようやくムギ栽培が認められたのであった。

## 被害の実態
「苦難の行軍」期にあたる1996年、のちに脱北することとなる人物が酒の密造で警察に摘発された老夫婦を助けた際、老婆が「日本による統治時代より生活が厳しい。統治時代には少なくとも食べ物がなくて死んだ人はいなかった。配給もきちんとしていた」と話しているのを聞いている。
| 年                           | 1989 | 1990 | 1991 | 1992 | 1993 | 1994 | 1995 | 1996 | 1997 |
| ---------------------------- | ---- | ---- | ---- | ---- | ---- | ---- | ---- | ---- | ---- |
| コメ生産量 (百万トン)        | 3.24 | 3.36 | 3.07 | 3.34 | 3.56 | 2.18 | 1.40 | 0.98 | 1.10 |
| トウモロコシ生産量(百万トン) | 4.34 | 3.90 | 4.20 | 3.72 | 3.94 | 3.55 | 1.37 | 0.83 | 1.01 |

### 栄養失調と食糧難
北朝鮮では1957年11月から、協同農場の農民を除く全国民に食糧配給制度が実施され、一般労働者は1日あたり700グラム、軍人は800グラム、15歳以下の子供や老人は100グラムから500グラムまで、職業や年齢に応じて配給されることになっており、1990年代初頭には平均450グラム程度の配給量となったが、1995年の水害でその半分に減量され、さらにその後も減少させられた（詳細後述）。
2001年5月に北京で開かれた第5回東アジア太平洋地域閣僚等会合に北朝鮮当局が提出した資料によれば、1993年に73.2歳だった平均寿命は1999年には66.8歳に縮まり、5歳以下の乳幼児死亡率はこの間、1000人あたり27人から48人へと激増している。生存しても乳幼児期の栄養失調は認識障害などの後遺症として残り、食糧難の時期に生まれた子どもたちが徴兵年齢に達した2009年から2013年にかけては、17パーセントから29パーセントの若者がアメリカ合衆国の基準では認識障害と診断されて兵役不可となると推計された。
北京の中華人民共和国国務院傘下の研究機関が1999年に作成した報告書は大量餓死を認めており、
と報告している。

### 餓死者の数
餓死者数は、政治的要因および統計制度・調査方法の不備から、研究者によって諸説に分かれる。
上はフィリップ・ボンズによる1995年の推計をグラフ化したものであり、4年間で350万人の餓死者が出たものとしている。出された数字については、北朝鮮当局によって操作されているとみなす非政府組織において疑問視されている。
10万人〜100万人規模
- 武藤正敏は、「1995年前後、餓死者数10万とも100万ともいわれる『苦難の行軍』の時期にも、金正日政権は国民救済ではなく核開発に財源を使ってきた」と述べている[31]。
- 朝鮮半島エネルギー開発機構事務局長のCharles Kartmanは、「アメリカ合衆国議会公聴会では北朝鮮で飢え死にした人の数が数百万人になるという主張が出ましたが、アメリカ合衆国国務省はどのように見ていますか」という質問に対して、「誰も分かりませんよ。そのような統計はこの数年間、栄養失調で死んだ人の数字をすべて合わせたものです。その中には栄養失調のために罹った病気で死んだ人たちも含まれています。そのように見れば過去3年間に100万人が死んだという統計も理に適うものかもしれません」と回答している[5]。
- 三村光弘は、「そこにきて1990年代半ばは、北朝鮮にとってかつてない深刻な食糧難の時代でした。餓死者は三十数万人と推計されています。当時はソ連崩壊の直後で、東西冷戦の最前線に位置する北朝鮮がそれまで受けていたソ連、東欧諸国からの食糧援助が途絶えました。国際市場価格よりも有利な条件の貿易もなくなりました。当時は食糧の供給を国が徹底的に管理しており、国民が信じて待っていた食糧の配給が破綻し、多くの人が餓死したのです」と述べている[32]。
- 牧野愛博（『朝日新聞』ソウル支局長）は、「北朝鮮はご存じのように、1995年から1996年ぐらいにかけて、『苦難の行軍』と言われる大規模な飢饉がありました。非常に食糧不足に陥って、少なくとも30万人ぐらい、多いと200万人ぐらいの人が亡くなったと言われていますけれども、少なくとも私の知っている人でも、地方の都市なんかではかなり餓死者が出て、大変なことになっていた」と述べている[33]。

- 北朝鮮の国勢調査に基づく推計によると、北朝鮮大飢饉の結果、24万人から42万人が死亡し、1993年から2008年の全期間における過剰死亡者は60万人から85万人にのぼった[34]。飢饉は、北朝鮮政府の経済政策の結果として、または意図的な「テロ飢餓」としても表現されている[35]。

300万人〜350万人規模

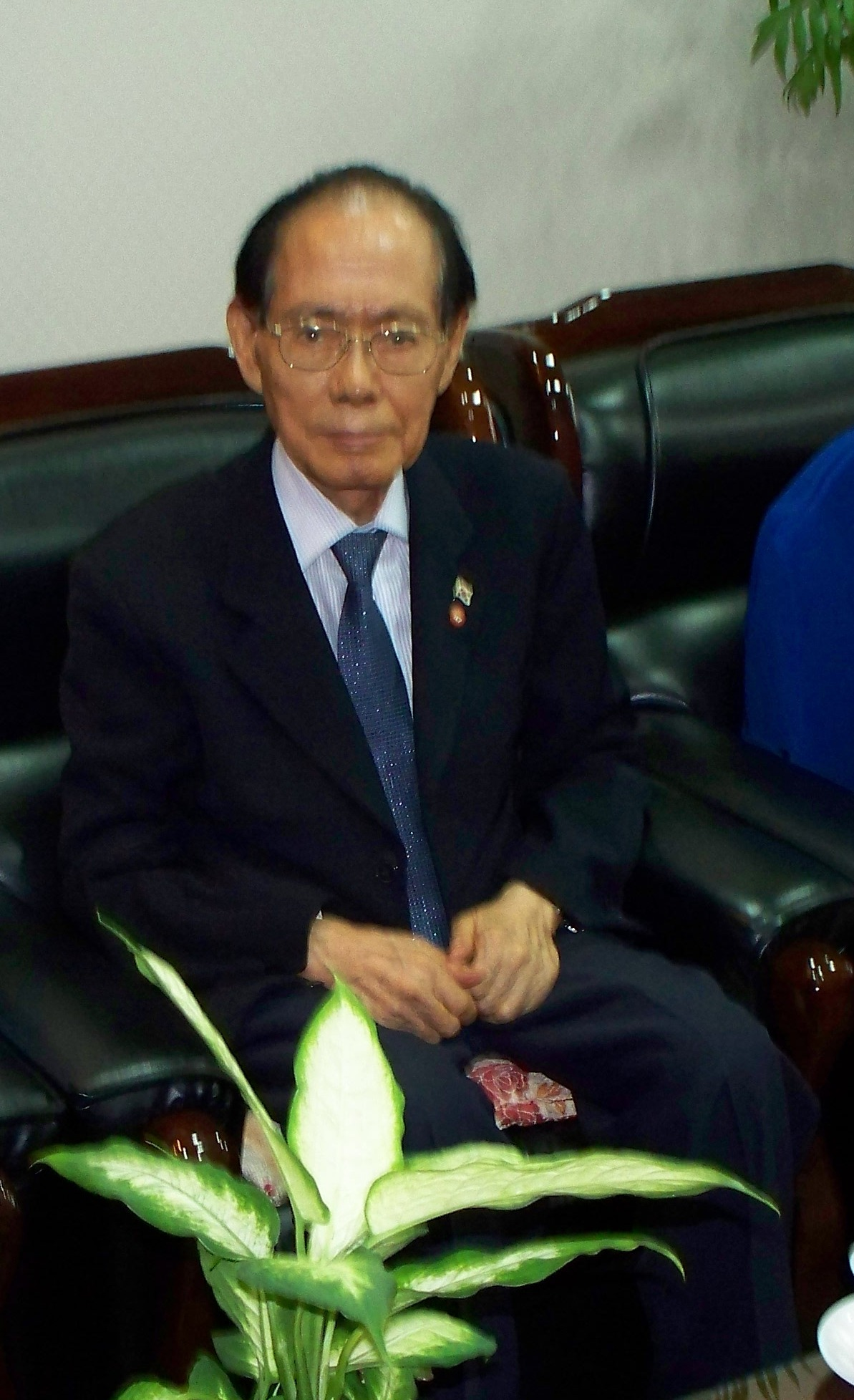
1997年に韓国に亡命した北朝鮮高官（最高人民会議常設会議議長）の黄長燁

- 韓国に亡命した北朝鮮の最高人民会議常設会議議長の黄長燁は、「1996年11月に大量餓死が心配になって、腹心の部下を労働党組織指導部に送って尋ねさせたところ、1995年に50万人、1996年11月までに100万人死んだ。このままなら1997年も100万人、1998年までに300万人死ぬだろう」という結果を得たと証言しており[36]、「自分が統治する人民、国民を300万以上餓死させ、そしてすべての国土を監獄にし、経済的権力、政治的権力、すべてのものを奪い、とうとう精神すらも奪ってしまう[37]」「有事には急変して大勢の難民が韓国に来る、日本に来るという話もありますが、私はそういうふうには思いません。300万人が餓死した時もそのようなことはありませんでした[38]」と述べている。
- 1996年11月、朝鮮労働党中央委員会資料研究室副室長の金徳弘に対して、朝鮮労働党中央委員会書記局組織部の死亡者の統計担当者が「1995年に50万人、うち党員が5万人、1996年11月までの時点で既に100万人、1997年もこのまま行けば100万人は死ぬだろう」と伝えた[39]。これについて1999年3月に金徳弘と面談した西岡力は、「この統計が総死亡者数だとしても、1995年、1996年の2年間で150万人になる。1997年、1998年も状況は好転していないから少なくとも150万人以上が死亡したと見て間違いないだろう。となると、4年間では300万人以上の死亡者が出たことになる」「面談した際の印象とこれまで文章として発表されたものの内容から、死亡者の数に関する黄氏と金氏の証言は意図的な誇張や歪曲はないと私は判断している」と述べている[39]。
- 李栄薫は『産経新聞』のインタビューに対し、「たとえば、金日成主席の死亡（1994年）から1997年までに金日成の墓のために使われた資金は9億ドル（約970億円）にのぼる。その金があれば、1995年から1998年にかけ300万人が死んだとされる大飢餓の人々を救えたはずだ」と述べている[40]。
- 1998年7月から9月にかけてジョンズ・ホプキンズ大学難民及び災害公衆保健研究所が440人の在中国北朝鮮難民を対象に実施した面接調査では、440人の難民が属する家族の総人数は1994年7月時点で1782人だったが、1995年から1997年の3年間で214人が死亡、死亡率は12%であり、北朝鮮にいる最も近い親戚259家族の同期間の死亡率は13%である[5]。これに「北朝鮮の支配層（おおよそ15%、約300万人）と農民層（おおよそ30%、600万人）を除外した北朝鮮の人口1300万人で餓死者数を計算すると、1300万×13%≒170万人となり、これに1998年分を加えると餓死者数は約225万人となり、西岡力は「黄元書記の証言から推計した300万人という数字の信憑性が分かる」と評している[5]。
- 駐韓アメリカ合衆国大使館のLARRY ROBINSONが1998年8月にアメリカ合衆国国務省に提出した報告書には、「北朝鮮経済に対する国際社会の主要関心事は食糧不足に集中されている。最近伝えられている北朝鮮関連の断片的な報告は、ある面で過去2年間（1996年、1997年）の状況よりもこの夏（1998年）の状況がましになっているようではあるが、食糧不足が深刻であるということは疑う余地がない。そして過去数年間の累積した食糧不足により北朝鮮の状況は今世紀最悪の飢饉として記録されるだろう。正確な統計はない。しかし、黄長燁とWFPに派遣勤務中に亡命した北朝鮮政府官吏をはじめとする亡命者らと、私たちの民族助け合い仏教運動本部の中国居住脱北者調査の結果、そして一番最近では最高人民会議投票者数などをもとにした中国側の調査によれば1995年以後の飢饉のための死亡者は北朝鮮全体人口の10%から15%に相当する200万人から300万人におよぶものと思われる。これは比率で見る時、1959年から1962年の間の中国の飢饉の2倍以上になるものだ」と書かれている[5]。
- 上述の中国国務院傘下研究機関の1999年作成の報告書は、上で詳述したような悲惨な状況を総合するとき、1995年からの凶作により北朝鮮人口が300万人減少したという話は信じるに足る」としている[5]。
- 趙甲濟は、脱北した北朝鮮政府高官から「2005年に労働党の核心部署が最高人民会議代議員選挙のための人口調査をしたところ、1800万人という数字が出た」という情報を得たとして、「平壌の高官だった脱北者が驚くべき証言をした。彼は、『自分が労働党の核心部署から聞いたことでは、労働党が最高人民会議代議員選挙（2003年8月）のため人口調査をしたら、なんと1800万人だったそうだ』『1994年から1998年の4年間で300万人以上が飢え死にした以降も人口の増加はなかった』」と述べている[36][41]。
- 李相哲は、「200万人に上る餓死者を出した1990年代後半の『苦難の行軍』[42]」「『苦難の行軍』というのは1990年代後半、自然災害などで苦境に陥り300万人とも言われる餓死者が出た時の状況を指す[43]」と述べている。
- 西岡力は、「1994年金日成死亡直後から配給がほぼ全面的に止まり人口の15%、300万人が餓死するに至った。その後も配給は復活せず党軍治安機関幹部らを除くとすべての住民が政権の統制の外で『チャンサ（商売）』を通じて生計を維持している」と述べている[36]。
- 救う会事務局長の平田隆太郎によれば、韓国から北朝鮮に向けて風船で散布している北朝鮮向けビラには、「300万人が飢えて死んだ『苦難の行軍』の時、3年間も北朝鮮人民らを養うことのできる8億9千万ドルを投じて自分の父の金日成の死体を飾るのに費やしました。このお金で食糧を買い、飢える人民に食べさせたら、数百万人が餓死はしなかったはずです。これがまさに人民の父母、人民の指導者と騒ぎ立てる金正日の正体です」と書かれている[44]。平田は、「北朝鮮では1994年に飢餓が発生し、1996年、1997年、1998年の3年間で大量の餓死が発生し、1999年まで続き、その数は300万人と言われる。餓死者が大量に出たことは脱北者の証言で明らかであるが、北朝鮮は、この期間も人口が増加したと報告している」「北朝鮮の人口統計は少なくとも300万人の水増しである。特に金正日政権になって餓死者が多発したのである」と述べている[36][44]。
- 久保田るり子（『産経新聞』ソウル支局特派員）は、「1996年から1997年、悪天候と北朝鮮式農業の失敗で北朝鮮では約300万人規模ともされる餓死者が出て、民心は爆発寸前だった」と述べている[4]。
- 「私たちの民族助け合い仏教運動本部」が中国に脱北した難民に対して、1997年9月30日から1998年9月15日の約11か月間かけて行った「北朝鮮食糧難民1694名面談調査」では、難民に本人を含む総家族数を確認後、1995年8月から1998年7月までの3年間に死亡した人数を尋ね、総家族数は9249人で死亡者は2653人、家族死亡率は28.7%に上る[39]。家族内の死亡率が25%、即ち平均してどの家族でも1人以上死んでいる現象が、全国的に起きている[39]。「私たちの民族助け合い仏教運動本部」は、「北朝鮮の支配層（おおよそ15%、約300万人）と農民層（おおよそ30%、600万人）を除外した北朝鮮の人口1300万に家族死亡率28.7%をかけると1300万×28.7%≒350万人であり、1995年8月から1998年7月までの3年間で350万人が死亡したと結論付けている[39]。「北朝鮮食糧難民1694名面談調査」では、難民に自分が所属していた人民班（英語版）（典型的な「人民班（英語版）」は平均26世帯、127人で構成されている）の死亡者についても尋ねており、死亡率が27.5%であることが分かり、家族死亡率とほぼ一致する[39]。「人民班」の死亡率を地域別にみると、平壌11.7%、黄海南道22.4%、咸鏡南道31.2%であり、全国的に大量の死亡者が出ていることが分かる[39]。

500万人・数百万人規模
- ジャスパー・ベッカー（英語版）（BBC記者）が、国連などのデータをもとに指摘しているところによると、金日成が死去した直後の1995年、国連が調査した北朝鮮の人口は2400万人だったが、2005年には1900万人に激減しており、わずか10年余りの間に500万人も餓死していると指摘している[45]。
- 宮塚利雄は、2012年に「10年間で500万人以上の餓死者が出たと言われ、現在は（北朝鮮の人口は）2000万人を切っているとも言われる」と述べている[46]。
- 近藤大介は、「北朝鮮では、金日成主席が死去し、金正日総書記の時代を迎えた1994年後半から1997年にかけて、3年飢饉が発生。数百万人が餓死したと言われる」と述べている[47]。

### 人肉食
韓国の公的機関である韓国統一研究院（KINU）は、人肉食のいくつかの事例について白書で報告している。しかし、カニバリズムの重要性は2000年代に相対化されることであり、また、いずれも孤立した事案であって、インタビューを受けた230人の脱北者のなかで、食人慣行に言及したのは12人に過ぎない。

## 影響

### 食糧配給制度の破綻
洪水や飢饉に対する北朝鮮の脆弱性は、公共流通システムの機能不全により、さらに悪化した。北朝鮮政府は、領域内の全地域に公平に食糧を流通させ配給させるという政策の追求を放棄した。飢饉の間、東部諸道の都市部の労働者階級は特に大きな打撃を受けた。食糧の分配は共産主義システムの階層化の基本原則によってなされた。食糧は、「出身成分」と称される彼らの政治的地位と国家への忠誠度に応じて人々に配布された。その構造は以下の通りである。なお、世界食糧計画では、1日当たり600グラムの穀物が「生存率」のボーダーラインであるとしている。
| 分類                 | 配給量       |
| -------------------- | ------------ |
| 特権的な産業の労働者 | 900グラム/日 |
| 一般労働者           | 700グラム/日 |
| 退職した市民         | 300グラム/日 |
| 2〜4歳児             | 200グラム/日 |

しかし、食糧不足の長期化はシステムに負担をかけ、利用可能な食糧配分の量をグループ全体に薄く広げ、配給制度に完全に依存していた人口の62パーセントに影響を与えた。上記のシステムは、1997年までに人口のわずか6パーセントにしか供給されなくなった。
| 年次 | 変化                                    |
| ---- | --------------------------------------- |
| 1987 | 10パーセント削減                        |
| 1992 | さらに10パーセント削減                  |
| 1994 | 470グラム/日 から 420グラム/日 まで縮小 |
| 1997 | 128グラム/日                            |

食糧配給量は1995年の水害でその半分に減量され、それから数年でさらに減少させられた。そして2002年には、最終的に食糧配給制度が廃止された。ただし、朝鮮労働党幹部にはその後も特別の配給が継続されてきたという。

### 各国による食糧援助

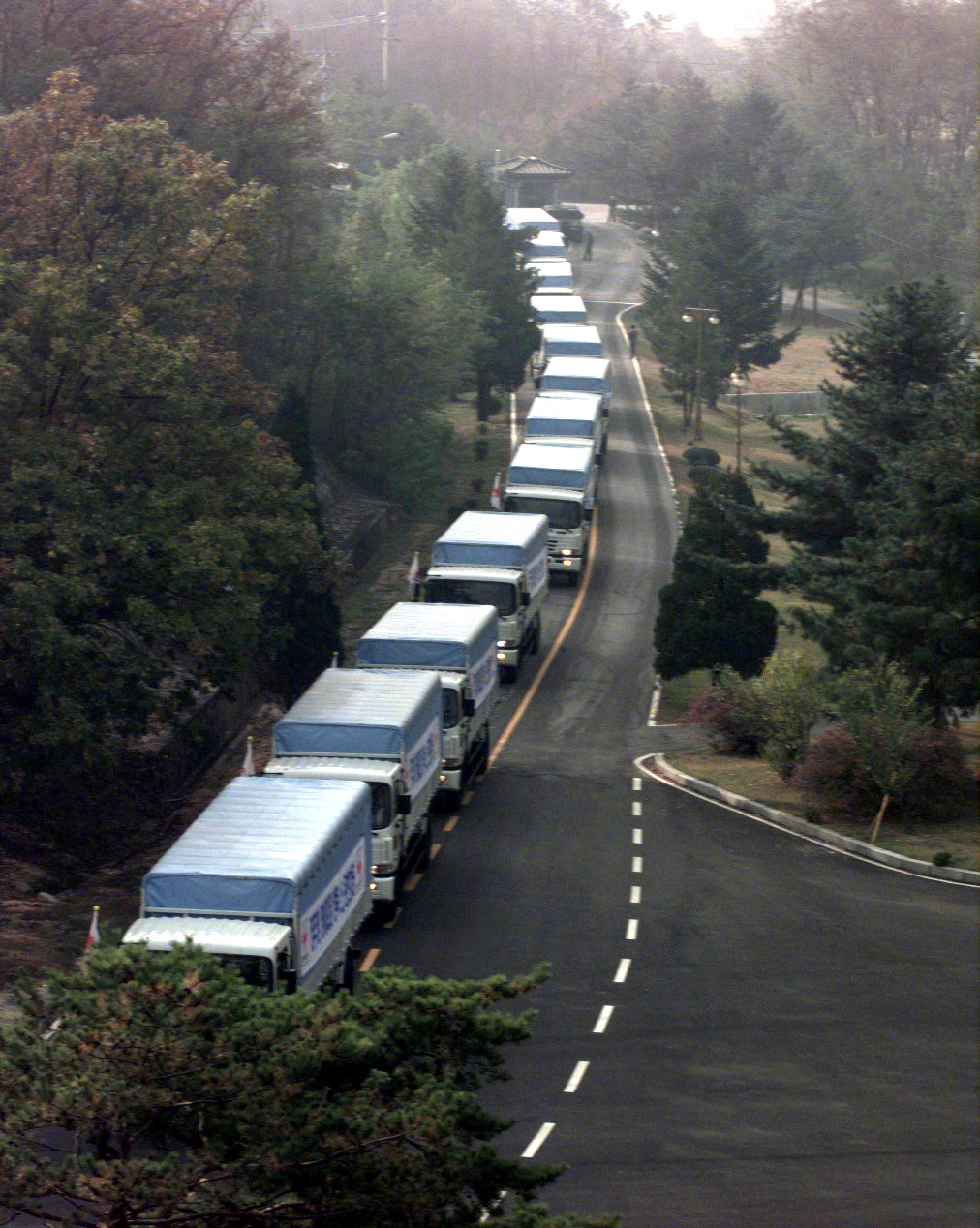
韓国から北朝鮮へ輸送された牛501頭を積んだ車両50台（1998年10月）

1994年7月に金日成が死去し、8月には黄海道で大洪水が発生した。スイス大使李洙墉が金正日に国際社会に食糧援助を求めるべきだと直言した。それが飢餓ばかりではなく、西側諸国との交流や接触を広げる糸口となって北朝鮮の国際的孤立を打開する道筋にもなるというのが李の主張であった。それも一理あると考えた金正日が李に進めてみるよう指示、李は国際機構の代表団とともに北朝鮮に帰国した。外国代表団は荒廃した洪水被害地の悲惨な状況、骨と皮だけで餓死寸前の子どもたちをみて驚愕し、悲しみの涙を流した。北朝鮮の凄惨な状況を知り、国際機構と世界のNGO団体が北朝鮮に食糧を援助した。米朝枠組み合意直後に進められた食糧援助は、西側諸国とのあいだに、一時的ではあるが、雪解けをもたらした。

### 軍への影響

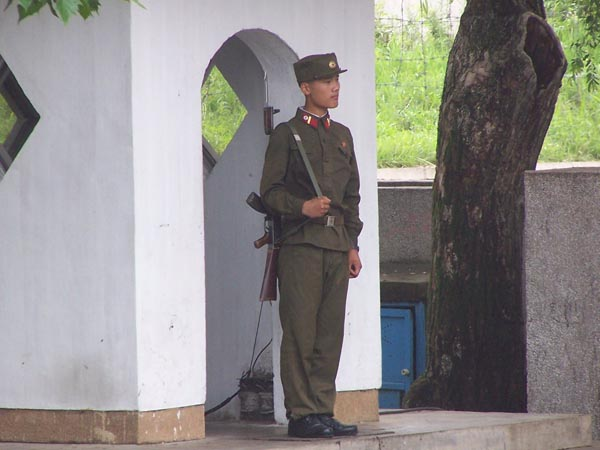
食糧不足は兵士にも影響をあたえている（2005年撮影）

北朝鮮は「苦難の行軍」が始まった1994年に徴兵検査基準を変更し、「身長150センチメートル以上、体重48キログラム以上」を「身長148センチメートル以上、体重43キログラム以上」に引き下げ、さらに、「苦難の行軍」期に年少期を過ごした子供が、徴兵年齢である17歳に達した2008年からは、その徴兵検査基準も撤廃され、健康であればすべての若者を徴兵対象者にすると変更した。徴兵検査基準が変更されたのは若者の成長不足のためであり、大量の餓死者が発生した苦難の行軍により、著しく人口が減少し、兵士充足率が急減していることが分かる。さらに、CIAなど5つの情報機関が共同で作成し、国家情報会議のウェブサイトに掲載された「世界保健の戦略的示唆点」は、「北朝鮮では1990年代に広範囲に及ぶ飢餓が発生してから深刻な栄養不足状態が続いており、児童の半数以上が成長障害か低体重、青年層の3分の2に栄養失調や貧血がみられる」「2009年から2013年の潜在的徴集対象の17%から29%が知的能力に欠け軍生活不適格者となる」「北朝鮮の軍人らは自身に対する食糧配給がきちんと行われても栄養失調にあえぐ家族を心配するようになり、これが忠誠心の低下につながりかねない」と報告している。
「苦難の行軍」の時期はまた出生率も3割ほど低下しており、2014年にはこの時期に生まれた世代が徴兵されると、120万とされる現在の朝鮮人民軍の兵力を維持できなくなるため、北朝鮮は女性の徴兵義務化を発表している。

### 脱北者の増加と出稼ぎ者

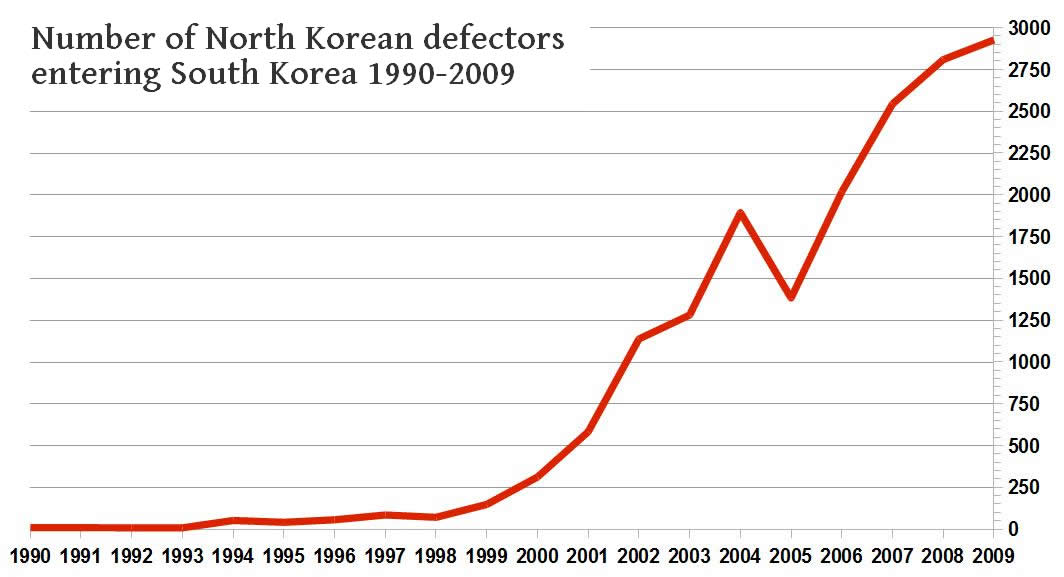
北朝鮮から韓国に脱出した人びとの数（1990年 - 2005年）

北朝鮮労働者の国家的な海外派遣は、1960年代より行われていたが、「苦難の行軍」にともなう生活苦の経験を契機として、ロシアの森林（北洋材）伐採現場や中東の建設現場に、進んで出稼ぎとして赴く者も出るようになった。
食糧難は既に1990年代初頭には始まっており、1995年頃から大規模な兆候を示しはじめ、96年から98年にかけてはおびただしい数の犠牲者が発生した。未曾有の大飢饉のなか、飢えを逃れて北朝鮮を命からがら脱出した人（脱北者）が急激に増加した。脱北者は口々に「もし首領様（金日成のこと）が生きておられたら、われわれがこんなに苦しむことはなかっただろう」と述べた。このことは、金日成時代には餓死はなく、金正日の時代になって餓死が襲うようになったという事実を示している。

### 大量粛清
この時期の北朝鮮では、金正日と義弟の張成沢の主導による「深化組事件」という大量粛清事件が起こっている。この粛清は2段階に分けて行われ、第1段階は1996年から1998年まで、第2段階が1998年から2000年までとされる。第1段階で処刑された人は3,000人以上で、その家族や縁故者1万人以上が耀徳強制収容所（15号管理所）に送られた。第2段階では、4人の大臣クラスの高級幹部を含めて全国的に2,000人が処刑され、1万人に及ぶ家族と親戚が強制収容所送りになった。
第1段階における実行役には当時の組織指導部副部長、社会安全部政治局長の蔡文徳が立てられ、最初に大飢饉を発生させた責任者として徐寛煕・党中央委員会農業担当書記が公開処刑で殺害された。張成沢を監視する立場で張の政敵でもあった文聖述・党中央委員会責任書記もなぶり殺しにされたという。深化組の拠点は全国数百カ所に及び、捜査員は約8,000人にのぼり、結局、張と蔡の個人的な私怨から最終的に粛清された総人数は約2万5,000人、このうち1万人が殺害され、1万5,000人が強制収容所に送られた。第2段階では、金正日の指示によって第1段階の実行役だった蔡文徳、担当書記の李哲や社会安全省住民登録局長ら幹部14人が逮捕され、「反革命的野心家」の罪状で銃殺刑に処して、幕引きを図った。妹婿の張成沢は難をのがれた。なお、この粛清では有名なスパイドラマ『名もなき英雄』のモデルになったといわれる伝説的な女性工作員、李善実も強制収容所送りとなって拷問死したといわれる。

### 金正日暗殺未遂
1995年には、江界国防大学において、学生らによって結成された反体制秘密組織による金正日暗殺未遂事件が起こっている。

## 金正恩と「苦難の行軍」
北朝鮮の食糧事情は「苦難の行軍」以降は大幅に改善されており、貧困のため食糧を十分に買えない人は数多くいるが、国内に「食糧がない」という状況は解消された。しかし、金正日が死去して、その後継者となった金正恩が実権を握って間もない2012年春、北朝鮮のなかでもコメを多産する穀倉地帯である黄海南道で大量の餓死者が発生している。正確な数字は不明ながら、その数1万人以上であったと推計される。前年末の金正恩政権の発足を祝う「お祭り騒ぎ」や宴会を数カ月にもわたって継続するため、当局が黄海南道の食糧を根こそぎ徴発してしまったという。黄海南道の村々からは何の前ぶれもなく突如食糧が消滅してしまったので、人々は飢えに備えることさえかなわず、尊い命を犠牲にしたのである。
この件に関して朝鮮労働党の農業関係幹部に取材を行った石丸次郎によると、例年黄海南道に割り当てられる穀物生産のノルマは200万トン（北朝鮮全体の穀物生産の4分の1を担う）であるが、生産実績は70万トンから80万トンとノルマの半分も満たせない状況が慢性化しており、朝鮮人民軍が徴発する「軍糧米」（黄海南道では中・南部の青丹郡などが担当）と、平壌市民への配給に使われる「首都米」（同・北部の安岳郡などが担当）のノルマを満たすため、農場員への分配が行われず食糧の貯えがない状況が2010年以降地域によって発生していた。2011年は洪水被害の影響により生産実績が例年より落ち込んでいたが、軍糧米・首都米のノルマは例年通り課され、その結果特に過酷な軍糧米の徴発が行われた青丹郡を中心に多数の餓死者が発生した。事態を受けて、最も多くの餓死者を出した青丹郡党責任書記と、盧培権黄海南道党責任書記が解任された。
「遺訓政治」を高く掲げる金正恩は、2021年4月に開催された朝鮮労働党第6次細胞書記大会において、
と発言し、『苦難の行軍』に言及して体制の結束を高める方針を示した。